# Égypte aux Jeux olympiques d'été de 2012
L'Égypte participe aux Jeux olympiques d'été de 2012 à Londres au Royaume-Uni du 27 juillet au 12 août 2012. Il s'agit de sa 21e participation à des Jeux d'été.

## Médaillés

### Médailles d'argent
| Sport                 | Discipline            | Athlète(s)             | Performance | Date       |
| Médaille d'argent : 3 |                       |                        |             |            |
| Escrime               | Fleuret hommes        | Alaaeldin Abouelkassem |             | 31 juillet |
| Haltérophilie         | Moins de 75 kg femmes | Abeer Abdelrahman      | 258 kg      | 3 août     |
| Lutte gréco-romaine   | Moins de 84 kg hommes | Karam Gaber            |             | 6 août     |

### Médailles de bronze
| Sport                  | Discipline            | Athlète(s)  | Performance | Date   |
| Médaille de bronze : 1 |                       |             |             |        |
| Haltérophilie          | Moins de 85 kg hommes | Tarek Yehia |             | 3 août |

## Athlétisme
Les athlètes égyptiens ont jusqu'ici atteint les minima de qualification dans les épreuves d'athlétisme suivantes (pour chaque épreuve, un pays peut engager trois athlètes à condition qu'ils aient réussi chacun les minima A de qualification, un seul athlète par nation est inscrit sur la liste de départ si seuls les minima B sont réussis), :
Hommes
Courses
| Athlète                   | Épreuve | Séries   | Séries | Quarts de finale | Quarts de finale | Demi-finales  | Demi-finales | Finale   | Finale |
| Athlète                   | Épreuve | Résultat | Rang   | Résultat         | Rang             | Résultat      | Rang         | Résultat | Rang   |
| ------------------------- | ------- | -------- | ------ | ---------------- | ---------------- | ------------- | ------------ | -------- | ------ |
| Amr Ibrahim Mostafa Seoud | 100 m   | Exempt   | Exempt | 10 s 22          | 22e              | NC            | NC           | NC       | NC     |
| Amr Ibrahim Mostafa Seoud | 200 m   | NC       | NC     | 20 s 81          | 37e              | NC            | NC           | NC       | NC     |
| Hamada Mohamed            | 800 m   | NC       | NC     | 1 min 46 s 05    | 32e              | 1 min 48 s 18 | 22e          | NC       | NC     |

Concours
| Athlète                   | Épreuve           | Qualification | Qualification | Finale   | Finale |
| Athlète                   | Épreuve           | Distance      | Rang          | Distance | Rang   |
| ------------------------- | ----------------- | ------------- | ------------- | -------- | ------ |
| Mostafa Al-Gamel          | Lancer du marteau | 71,36 m       | 29e           | NC       | NC     |
| Omar Ahmed El Ghazaly     | Lancer du disque  | 60,26 m       | 26e           | NC       | NC     |
| Ihab Abdelrahman El Sayed | Lancer du javelot | 77,35 m       | 29e           | NC       | NC     |
| Mohamed Fathalla Difallah | Saut en longueur  | 7,08 m        | 37e           | NC       | NC     |

Femmes
Courses
| Athlète       | Épreuve | Séries   | Séries | Quarts de finale | Quarts de finale | Demi-finales | Demi-finales | Finale   | Finale |
| Athlète       | Épreuve | Résultat | Rang   | Résultat         | Rang             | Résultat     | Rang         | Résultat | Rang   |
| ------------- | ------- | -------- | ------ | ---------------- | ---------------- | ------------ | ------------ | -------- | ------ |
| Noura Elsayed | 800 m   | DNS      | -      | NC               | NC               | NC           | NC           | NC       | NC     |

## Aviron
Hommes
| Athlète                  | Compétition                 | Séries        | Séries | Repêchage     | Repêchage | Quarts de finale | Quarts de finale | Demi-finales  | Demi-finales        | Finales | Finales    |
| Athlète                  | Compétition                 | Temps         | Rang   | Temps         | Rang      | Temps            | Rang             | Temps         | Rang                | Temps   | Rang       |
| ------------------------ | --------------------------- | ------------- | ------ | ------------- | --------- | ---------------- | ---------------- | ------------- | ------------------- | ------- | ---------- |
| Nour Eldein Mohamed      | Skiff                       | 7 min 06 s 17 | 3      | -             | -         | 7 min 23 s 12    | 6                | 7 min 44 s 53 | 4 (Demi-finale C/D) |         | (Finale D) |
| Omar Emira Mohamed Nofal | Deux de couple poids légers | 6 min 59 s 57 | 5      | 6 min 57 s 06 | 6         | NC               | NC               | 7 min 19 s 29 | 4 (demi-finale C/D) |         | (Finale D) |

Femmes
| Athlète                  | Compétition                 | Séries        | Séries | Repêchage     | Repêchage | Quarts de finale | Quarts de finale | Demi-finales | Demi-finales | Finales | Finales    |
| Athlète                  | Compétition                 | Temps         | Rang   | Temps         | Rang      | Temps            | Rang             | Temps        | Rang         | Temps   | Rang       |
| ------------------------ | --------------------------- | ------------- | ------ | ------------- | --------- | ---------------- | ---------------- | ------------ | ------------ | ------- | ---------- |
| Sara Ashraf Fatma Rashed | Deux de couple poids légers | 7 min 45 s 23 | 6      | 7 min 54 s 01 | 6         | NC               | NC               | -            | -            |         | (Finale C) |

## Badminton
| Athlète     | Compétition  | Phase de groupe               | Phase de groupe               | Phase de groupe  | Phase de groupe | 8e de finale     | Quarts de finale | Demi-finales     | Finale           | Finale |
| Athlète     | Compétition  | Adversaire Score              | Adversaire Score              | Adversaire Score | Rang            | Adversaire Score | Adversaire Score | Adversaire Score | Adversaire Score | Rang   |
| ----------- | ------------ | ----------------------------- | ----------------------------- | ---------------- | --------------- | ---------------- | ---------------- | ---------------- | ---------------- | ------ |
| Hadia Hosny | Simple dames | Magee (IRL) 0-2 (17-21, 6-21) | Hosny (EGY) 0-2 (11-21, 9-21) | NC               | 3e              | –                | –                | –                | –                | –      |

## Boxe
Hommes
| Athlète         | Compétition           | 1/16 de finale         | 1/8 de finale          | Quarts de finale    | Demi-finales        | Finale              |
| Athlète         | Compétition           | Adversaire Résultat    | Adversaire Résultat    | Adversaire Résultat | Adversaire Résultat | Adversaire Résultat |
| --------------- | --------------------- | ---------------------- | ---------------------- | ------------------- | ------------------- | ------------------- |
| Hesham Abdelaal | Mouches (-52 kg)      | Benson Njangiru 19-16  | Jasurbek Latipov 11-21 | NC                  |                     |                     |
| Mohamed Eliwa   | Légers (-60 kg)       | Soonchul Han 6-11      | NC                     | NC                  | NC                  | NC                  |
| Mohamed Hikal   | Moyens (-75 kg)       | Soltan Migitinov 12-20 | NC                     | NC                  | NC                  | NC                  |
| Eslam Mohamed   | Super légers (-64 kg) | Gyula Kate 10-16       | NC                     | NC                  | NC                  | NC                  |

## Canoë-kayak

### Course en ligne
| Athlète         | Compétition | Éliminatoires       | Demi-finales        | Finale              |
| Athlète         | Compétition | Adversaire Résultat | Adversaire Résultat | Adversaire Résultat |
| --------------- | ----------- | ------------------- | ------------------- | ------------------- |
| Mostafa Mansour | K1 - 1000 m |                     |                     |                     |
| Mostafa Mansour | K1 - 200 m  |                     |                     |                     |
| Aucun           | K2 - 1000 m | –                   | –                   | –                   |
| Aucun           | K2 - 200 m  | –                   | –                   | –                   |
| Aucun           | K4 - 1000 m | –                   | –                   | –                   |
| Aucun           | C1 - 1000 m | –                   | –                   | –                   |
| Aucun           | C1 - 200 m  | –                   | –                   | –                   |
| Aucun           | C2 - 1000 m | –                   | –                   | –                   |

## Équitation

### Saut d'obstacles
L'Égypte a qualifié un cavalier pour l'épreuve individuelle de saut d'obstacles.
| Athlète         | Cheval      | Compétition | Qualification | Qualification | Qualification | Qualification | Qualification | Qualification | Qualification | Qualification | Finale    | Finale   | Finale    | Finale   | Finale   | Total     | Total |
| Athlète         | Cheval      | Compétition | 1er tour      | 1er tour      | 2e tour       | 2e tour       | 2e tour       | 3e tour       | 3e tour       | 3e tour       | Finale A  | Finale A | Finale B  | Finale B | Finale B | Total     | Total |
| Athlète         | Cheval      | Compétition | Pénalités     | Rang          | Pénalités     | Total         | Rang          | Pénalités     | Total         | Rang          | Pénalités | Rang     | Pénalités | Total    | Rang     | Pénalités | Rang  |
| --------------- | ----------- | ----------- | ------------- | ------------- | ------------- | ------------- | ------------- | ------------- | ------------- | ------------- | --------- | -------- | --------- | -------- | -------- | --------- | ----- |
| Karim El Zoghby | Wervel Wind | Individuel  |               |               |               |               |               |               |               |               |           |          |           |          |          |           |       |

## Escrime
Hommes
| Athlète                                                    | Compétition         | 1/32 de finale           | 1/16 de finale                   | 1/8 de finale             | Quarts de finale           | Demi-finales                | Finale                | Finale            |
| Athlète                                                    | Compétition         | Adversaire Score         | Adversaire Score                 | Adversaire Score          | Adversaire Score           | Adversaire Score            | Adversaire Score      | Rang              |
| ---------------------------------------------------------- | ------------------- | ------------------------ | -------------------------------- | ------------------------- | -------------------------- | --------------------------- | --------------------- | ----------------- |
| Ayman Mohamed Fayez                                        | Épée individuelle   | exempt                   | Rubén Limardo (VEN) 13-15        | -                         | -                          | -                           | -                     | -                 |
| Alaaeldin Abouelkassem                                     | Fleuret individuel  | exempt                   | Miles Chamley-Watson (USA) 15-11 | Peter Joppich (GER) 15-10 | Andrea Cassarà (ITA) 15-10 | Choi Byung-chul (KOR) 15-12 | Lei Sheng (CHN) 13-15 | Médaille d'argent |
| Tarek Ayad                                                 | Fleuret individuel  | Anas Mostafa (EGY) 15-11 | Aleksey Cheremisinov (RUS) 6-15  | -                         | -                          | -                           | -                     | -                 |
| Anas Mostafa                                               | Fleuret individuel  | Tarek Ayad (EGY) 11-15   | -                                | -                         | -                          | -                           | -                     | -                 |
| Alaa Eldin El Sayed Tarek Fouad Anas Mostafa Sherif Farrag | Fleuret par équipes | NC                       | NC                               | Grande-Bretagne           |                            |                             |                       |                   |
| Mannad Zeid                                                | Sabre individuel    | Yu Peng Kean (MAS) 12-15 | -                                | -                         | -                          | -                           | -                     | -                 |

Femmes
| Athlète                                                    | Compétition         | 1/32 de finale              | 1/16 de finale           | 1/8 de finale    | Quarts de finale | Demi-finales     | Finale           | Finale |
| Athlète                                                    | Compétition         | Adversaire Score            | Adversaire Score         | Adversaire Score | Adversaire Score | Adversaire Score | Adversaire Score | Rang   |
| ---------------------------------------------------------- | ------------------- | --------------------------- | ------------------------ | ---------------- | ---------------- | ---------------- | ---------------- | ------ |
| Mona Hassanein                                             | Épée individuelle   | Hsu Jo-Ting (TPE) 10-15     | -                        | -                | -                | -                | -                | -      |
| Eman Elgammal                                              | Fleuret individuel  | Johana Fuenmayor (VEN) 9-15 | -                        | -                | -                | -                | -                | -      |
| Shaimaa Elgammal                                           | Fleuret individuel  | Mona Shaito (LIB) 6-7       | -                        | -                | -                | -                | -                | -      |
| Eman Gaber                                                 | Fleuret individuel  | exempt                      | Astrid Guyart (FRA) 2-15 | -                | -                | -                | -                | -      |
| Rana El Husseiny Eman Elgammal Shaimaa Elgammal Eman Gaber | Fleuret par équipes | NC                          | NC                       | Grande-Bretagne  |                  |                  |                  |        |
| Salma Mahran                                               | Sabre individuel    | NC                          | D Wozniak (USA) 6-15     | -                | -                | -                | -                | -      |

## Football
L'équipe d'Égypte olympique de football se qualifie pour les Jeux de Londres en tant que troisième du Championnat d'Afrique des nations des moins de 23 ans 2011.

### Tournoi masculin
Classement
| Rang | Équipe           | Pts | J | G | N | P | Bp | Bc | Diff |
| ---- | ---------------- | --- | - | - | - | - | -- | -- | ---- |
| 1    | Brésil           | 9   | 3 | 3 | 0 | 0 | 9  | 3  | +6   |
| 2    | Égypte           | 4   | 3 | 1 | 1 | 1 | 6  | 5  | +1   |
| 3    | Biélorussie      | 3   | 3 | 1 | 0 | 2 | 3  | 7  | -4   |
| 4    | Nouvelle-Zélande | 1   | 3 | 0 | 1 | 2 | 1  | 5  | -4   |

|  | Qualifié pour le deuxième tour de la compétition.                                                                  |
|  | Pts points ; G victoires ; N match nuls ; P défaites Bp buts marqués ; Bc buts encaissés ; Diff différence de buts |

Matchs
| 26 juillet 2012 | Brésil                                       | 3-2   | Égypte                     | Millennium Stadium, Cardiff                      |                                                  |
| 19 h 45 CEST    | Rafael 16e · Leandro Damião 26e · Neymar 30e | (3-0) | Aboutreika 52e · Salah 76e | Spectateurs : 26 812 Arbitrage : Gianluca Rocchi | Spectateurs : 26 812 Arbitrage : Gianluca Rocchi |
| 19 h 45 CEST    | Rapport                                      |       |                            | Spectateurs : 26 812 Arbitrage : Gianluca Rocchi | Spectateurs : 26 812 Arbitrage : Gianluca Rocchi |

| 29 juillet 2012 | Égypte    | 1-1   | Nouvelle-Zélande | Old Trafford, Manchester                          |                                                   |
| 12 h 00 CEST    | Salah 40e | (1-1) | Wood 17e         | Spectateurs : 50 050 Arbitrage : Mark Clattenburg | Spectateurs : 50 050 Arbitrage : Mark Clattenburg |
| 12 h 00 CEST    | Rapport   |       |                  | Spectateurs : 50 050 Arbitrage : Mark Clattenburg | Spectateurs : 50 050 Arbitrage : Mark Clattenburg |

| 1er août 2012 | Égypte                                          | 3-1   | Biélorussie  | Hampden Park, Glasgow      |                            |
| 14 h 30 CEST  | Mohamed Salah 56e · Mohsen 73e · Aboutreika 79e | (0-0) | Varankow 87e | Arbitrage : Roberto Garcia | Arbitrage : Roberto Garcia |
| 14 h 30 CEST  | Rapport                                         |       |              | Arbitrage : Roberto Garcia | Arbitrage : Roberto Garcia |

Quart de finale
| 4 août 2012 | Japon | - | Égypte | Old Trafford, Manchester |  |
|             |       |   |        |                          |  |

## Gymnastique

### Artistique
Hommes
| Athlète            | Compétition | Appareils  | Appareils  | Appareils  | Appareils  | Appareils  | Appareils  | Qualification | Qualification | Appareils | Appareils | Appareils | Appareils | Appareils | Appareils | Finale | Finale |
| Athlète            | Compétition | S          | CA         | A          | SC         | BP         | BF         | Total         | Rang          | S         | CA        | A         | SC        | BP        | BF        | Total  | Rang   |
| ------------------ | ----------- | ---------- | ---------- | ---------- | ---------- | ---------- | ---------- | ------------- | ------------- | --------- | --------- | --------- | --------- | --------- | --------- | ------ | ------ |
| Mohamed El Saharty | Individuel  | 13.900 58e | 12.600 57e | 13.566 61e | 15.466 42e | 13.400 65e | 13.666 62e | 82.598        | 37            | -         | -         | -         | -         | -         | -         | -      | -      |

Femmes
| Athlète          | Compétition | Appareils  | Appareils  | Appareils  | Appareils  | Qualification | Qualification | Appareils | Appareils | Appareils | Appareils | Finale | Finale |
| Athlète          | Compétition | S          | SC         | BA         | P          | Total         | Rang          | S         | SC        | BA        | P         | Total  | Rang   |
| ---------------- | ----------- | ---------- | ---------- | ---------- | ---------- | ------------- | ------------- | --------- | --------- | --------- | --------- | ------ | ------ |
| Salma El Saeed   | Individuel  | 12.500 69e | 13.533 62e | 12.566 63e | 13.066 42e | 51.665        | 41            | -         | -         | -         | -         | -      | -      |
| Sherene El Zeiny | Individuel  | 11.000 82e | -          | -          | 12.733 53e | 23.733        |               | -         | -         | -         | -         | -      | -      |

### Rythmique
| Athlète        | Compétition | Qualification | Qualification | Qualification | Qualification | Qualification | Qualification | Finale  | Finale | Finale | Finale | Finale | Finale |
| Athlète        | Compétition | Cerceau       | Ballon        | Massue        | Ruban         | Total         | Rang          | Cerceau | Ballon | Massue | Ruban  | Total  | Rang   |
| -------------- | ----------- | ------------- | ------------- | ------------- | ------------- | ------------- | ------------- | ------- | ------ | ------ | ------ | ------ | ------ |
| Yasmine Rostom | Individuel  |               |               |               |               |               | 23e           |         |        |        |        |        |        |

## Haltérophilie
| Athlète | Compétition        | Arraché  | Épaulé-jeté | Total     |
| Athlète | Compétition        | Résultat | Résultat    | Résultat  |
| ------- | ------------------ | -------- | ----------- | --------- |
| -56 kg  | Aucun              | –        | –           | –         |
| -62 kg  | Aucun              | –        | –           | –         |
| -69 kg  | Mohamed Abdel Baki | 145      | 171         | 316 (10e) |
| -77 kg  | Aucun              | –        | –           | –         |
| -85 kg  | Tarek Abdelazim    |          |             |           |
| -94 kg  | Aucun              | –        | –           | –         |
| -105 kg | Aucun              | –        | –           | –         |
| +105 kg | Aucun              | –        | –           | –         |

| Athlète | Compétition           | Arraché  | Épaulé-jeté | Total    |
| Athlète | Compétition           | Résultat | Résultat    | Résultat |
| ------- | --------------------- | -------- | ----------- | -------- |
| -48 kg  | Aucun                 | –        | –           | –        |
| -53 kg  | Aucun                 | –        | –           | –        |
| -58 kg  | Aucun                 | –        | –           | –        |
| -63 kg  | Aucun                 | –        | –           | –        |
| -69 kg  | Esmat Ahmed           | 105      | 130         | 235 (9e) |
| -75 kg  | Abeer Abdelrahman     | 118      | 140         | 258 (3e) |
| +75 kg  | Nahla Ramadan Mohamed |          |             |          |

Prochaine échéance : Terminé,.

## Judo
Hommes
| Athlète          | Compétition     | 1/32 de finale      | 1/16 de finale                       | 1/8 de finale                       | Quarts de finale    | Demi-finales        | Repêchage 1         | Repêchage 2         | Finale              | Finale |
| Athlète          | Compétition     | Adversaire Résultat | Adversaire Résultat                  | Adversaire Résultat                 | Adversaire Résultat | Adversaire Résultat | Adversaire Résultat | Adversaire Résultat | Adversaire Résultat | Rang   |
| ---------------- | --------------- | ------------------- | ------------------------------------ | ----------------------------------- | ------------------- | ------------------- | ------------------- | ------------------- | ------------------- | ------ |
| Ahmed Awad       | Moins de 66 kg  | exempt              | Bat H Al-Derei (UAE) 1010/0001       | Battu par T Karimov (AZE) 0002/0020 | -                   | -                   | -                   | -                   | -                   | -      |
| Hussein Hafiz    | Moins de 73 kg  | exempt              | Bat O Murillo Segura (CRC) 0200/0003 | Battu par U Legrand (FRA) 0104/1000 | -                   | -                   | -                   | -                   | -                   | -      |
| Hesham Mesbah    | Moins de 90 kg  | NC                  | Battu par T Bolat (KAZ) 0011/1002    | -                                   | -                   | -                   | -                   | -                   | -                   | -      |
| Ramadan Darwish  | Moins de 100 kg | NC                  | Battu par T Fabre (FRA) 0002/0011    | -                                   | -                   | -                   | -                   | -                   | -                   | -      |
| Islam El Shehaby | Plus de 100 kg  | NC                  | I Makarau (BLR)                      |                                     |                     |                     |                     |                     |                     |        |

## Lutte
| Épreuves            | Athlètes                         | Résultat |
| ------------------- | -------------------------------- | -------- |
| Lutte gréco-romaine |                                  |          |
| -55 kg              | Abouhalima Abouhalima            | -        |
| -60 kg              | Sayed Abdelmonem Sayed Hamed     |          |
| -66 kg              | Ashraf Mohamed Meligy Elgharably |          |
| -74 kg              | Islam Tolba                      |          |
| -84 kg              | Karam Mohamed Gaber Ebrahim      |          |
| -96 kg              | Mohamed Mohamed                  | -        |
| -120 kg             | Abdelrahman Eltrabily            | -        |
| Lutte libre         |                                  |          |
| -55 kg              | Ibrahim Farag Abdelhakim Mohamed | -        |
| -60 kg              | Hassan Ibrahim Madany Ibrahim    |          |
| -66 kg              | Abdou Omar Abdou Ahmed           | -        |
| -74 kg              | Aucun                            | -        |
| -84 kg              | Aucun                            | -        |
| -96 kg              | Saleh Emara                      | -        |
| -120 kg             | Eldesoky Shaban                  | -        |

| Épreuves    | Athlètes             | Résultat |
| ----------- | -------------------- | -------- |
| Lutte libre |                      |          |
| -48 kg      | Aucun                | -        |
| -55 kg      | Rabab Eid Sayed Awad | -        |
| -63 kg      | Aucun                | -        |
| -72 kg      | Aucun                |          |

## Natation synchronisée
| Épreuves | Athlète | Résultat |
| -------- | --- | -------- |
| Duo      | Shaza Abdelrahman Dalia Elgebaly                                                                                                 |          |
| Ballet   | Reem Abdalazem Shaza Abdelrahman Aya Darwish Nour Elafandi Dalia Elgebaly Samar Hassounah Youmna Khallaf Mai Mohamed Mariam Omar |          |

## Pentathlon moderne
| Épreuves             | Athlètes       | Résultat |
| -------------------- | -------------- | -------- |
| Épreuve individuelle | Amro El Geziry |          |
| Épreuve individuelle | Yasser Hefny   |          |

| Épreuves             | Athlètes   | Résultat |
| -------------------- | ---------- | -------- |
| Épreuve individuelle | Aya Medany |          |

## Taekwondo
| Épreuves | Athlètes          | Résultat |
| -------- | ----------------- | -------- |
| -58 kg   | Tamer Bayoumi     |          |
| -68 kg   | Aucun             | -        |
| -80 kg   | Abdelrahman Ahmed |          |
| +80 kg   | Aucun             | -        |

| Épreuves | Athlètes        | Résultat |
| -------- | --------------- | -------- |
| -49 kg   | Aucun           | -        |
| -57 kg   | Hedaya Wahba    |          |
| -67 kg   | Seham Elsawalhy | -        |
| +67 kg   | Aucun           | -        |

## Tennis de table
Hommes
| Athlète                                          | Compétition | Tour préliminaire | 1er tour                                                           | 2e tour                                                               | 3e tour                                                       | 4e tour          | Quarts de finale | Demi-finales     | Finale           | Finale |
| Athlète                                          | Compétition | Adversaire Score  | Adversaire Score                                                   | Adversaire Score                                                      | Adversaire Score                                              | Adversaire Score | Adversaire Score | Adversaire Score | Adversaire Score | Rang   |
| ------------------------------------------------ | ----------- | ----------------- | ------------------------------------------------------------------ | --------------------------------------------------------------------- | ------------------------------------------------------------- | ---------------- | ---------------- | ---------------- | ---------------- | ------ |
| Omar Assar                                       | Simple      | exempt            | Bat Y Zhmudenko (UKR) 4-1 (8-11, 11-6, 13-11, 11-9, 14-12)         | Battu par P Gionis (GRE) 0-4 (5-11, 9-11, 7-11, 9-11)                 | -                                                             | -                | -                | -                | -                | -      |
| El-Sayed Lashin (en)                             | Simple      | exempt            | Bat P Gerell (SWE) 4-3 (7-11, 11-4, 11-8, 12-10, 8-11, 8-11, 11-9) | Bat Z Primorac (CRO) 4-3 (11-6, 8-11, 12-10, 5-11, 10-12, 11-9, 11-8) | Battu par J Mizutani (JPN) 1-4 (4-11, 11-9, 9-11, 5-11, 6-11) | -                | -                | -                | -                | -      |
| Omar Assar El-Sayed Lashin (en) Ahmed Saleh (en) | Par équipes | NC                | Autriche                                                           | NC                                                                    | NC                                                            | NC               |                  |                  |                  |        |

Femmes
| Athlète                                      | Compétition | Tour préliminaire                                               | 1er tour                                                             | 2e tour                                                       | 3e tour          | 4e tour          | Quarts de finale | Demi-finales     | Finale           | Finale |
| Athlète                                      | Compétition | Adversaire Score                                                | Adversaire Score                                                     | Adversaire Score                                              | Adversaire Score | Adversaire Score | Adversaire Score | Adversaire Score | Adversaire Score | Rang   |
| -------------------------------------------- | ----------- | --------------------------------------------------------------- | -------------------------------------------------------------------- | ------------------------------------------------------------- | ---------------- | ---------------- | ---------------- | ---------------- | ---------------- | ------ |
| Nadeen El-Dawlatly                           | Simple      | exempte                                                         | Battue par M Skov (DEN) 0-4 (9-11, 6-11, 7-11, 9-11)                 | -                                                             | -                | -                | -                | -                | -                | -      |
| Dina Meshref                                 | Simple      | Bat O Edem (en) (NGR) 4-2 (11-5, 2-11, 11-7, 10-12, 11-6, 11-3) | Bat Y Noskova (RUS) 4-3 (12-10, 8-11, 4-11, 9-11, 14-12, 11-9, 11-9) | Battue par E Samara (ROU) 1-4 (11-7, 7-11, 11-13, 6-11, 8-11) | -                | -                | -                | -                | -                | -      |
| Nadeen El-Dawlatly Raghad Magdy Dina Meshref | Par équipes | NC                                                              | Pays-Bas                                                             | NC                                                            | NC               | NC               |                  |                  |                  |        |

## Tir
L'Égypte possède trois places pour les épreuves de tir.
Hommes
| Athlète       | Compétition                  | Qualification | Qualification | Finale | Finale |
| Athlète       | Compétition                  | Points        | Rang          | Points | Rang   |
| ------------- | ---------------------------- | ------------- | ------------- | ------ | ------ |
| Amgad Hessen  | Carabine à 10 m air comprimé | 591           | 29e           | -      | -      |
| Mostafa Hamdy | Skeet                        | 117           | 18e           | -      | -      |
| Azmy Mehelba  | Skeet                        | 108           | 36e           | -      | -      |
| Karim Wagih   | Pistolet à 10 m air comprimé | 566           | 38e           | -      | -      |
| Ahmed Zaher   | Trap                         |               |               |        |        |

Femmes
| Athlète        | Compétition                  | Qualification | Qualification | Finale | Finale |
| Athlète        | Compétition                  | Points        | Rang          | Points | Rang   |
| -------------- | ---------------------------- | ------------- | ------------- | ------ | ------ |
| Nourhan Amer   | Carabine à 10 m air comprimé | 391           | 41e           | -      | -      |
| Mona El Hawary | Skeet                        | 51            | 17e           | -      | -      |

## Tir à l'arc
| Athlète       | Compétition       | Tour préliminaire | Tour préliminaire | 1er tour                                           | 2e tour                                            | 3e tour          | Quarts de finale | Demi-finales     | Finale           | Finale |
| Athlète       | Compétition       | Score             | Rang              | Adversaire Score                                   | Adversaire Score                                   | Adversaire Score | Adversaire Score | Adversaire Score | Adversaire Score | Rang   |
| ------------- | ----------------- | ----------------- | ----------------- | -------------------------------------------------- | -------------------------------------------------- | ---------------- | ---------------- | ---------------- | ---------------- | ------ |
| Ahmed El Nemr | Individuel hommes | 644               | 57                | C Duenas (CAN)(8) 6-2 (24-29, 30-25, 28-25, 26-24) | C-w Kuo (TPE)(40) 2-6 (27-25, 25-28, 27-30, 23-28) | -                | -                | -                | -                | -      |
| Nada Kamel    | Individuel femmes | 611               | 56                | K Perova (RUS) (9) 0-6 (24-25, 26-28, 25-26)       | -                                                  | -                | -                | -                | -                | -      |

## Voile
| Athlète | Compétition  | Régate 1 | Régate 2 | Régate 3      | Régate 4       | Régate 5       | Régate 6       | Régate 7 | Régate 8 | Régate 9 | Régate 10 | Medal Race |
| Athlète | Compétition  | Score    | Score    | Score         | Score          | Score          | Score          | Score    | Score    | Score    | Score     | Score      |
| ------- | ------------ | -------- | -------- | ------------- | -------------- | -------------- | -------------- | -------- | -------- | -------- | --------- | ---------- |
| RS:X    | Ahmed Habash | 38 pts   | 38 pts   | 36 pts 74 pts | 37 pts 111 pts | 34 pts 145 pts | 38 pts 183 pts |          |          |          |           |            |